# Dados de peluche

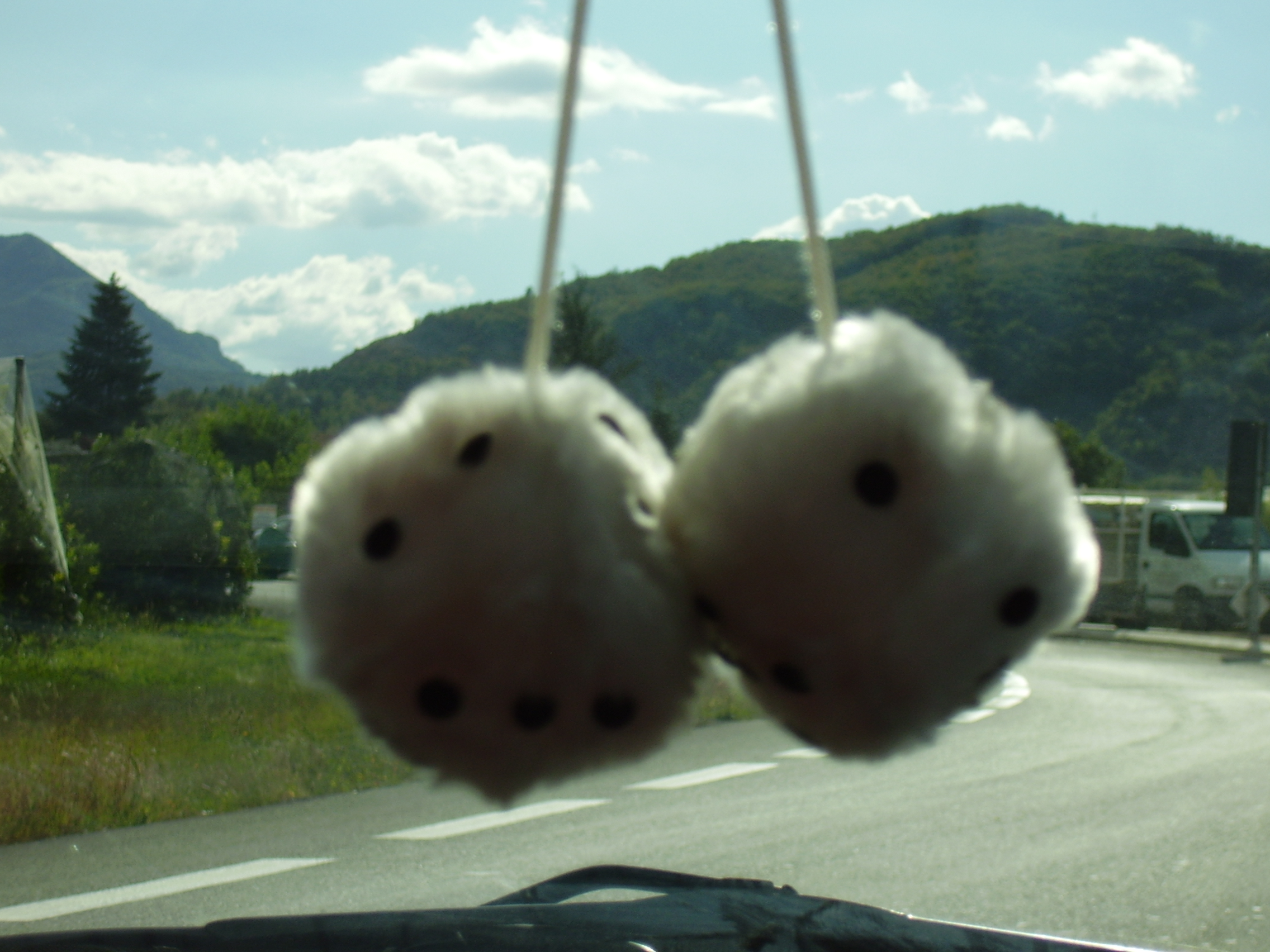
Dados de peluche.

Unos dados de peluche son un elemento decorativo usados en automóviles, que consisten en dos dados de peluche, normalmente de seis lados, que cuelgan del retrovisor.

## El origen de los dados de peluche
Los comienzos en el uso de estos dados provienen de los Estados Unidos hacia los años 1950, y hoy se consideran uno de los primeros productos vendidos específicamente para estar colgado del espejo. Su significado exacto no está claro, pero una de las teorías existentes afirma que los aviadores americanos de la Segunda Guerra Mundial usaban estos dados en sus aviones para llamar a la buena suerte, y tras terminar el conflicto continuaron con la práctica al volver a casa.
El punto álgido de los dados de peluche se produjo durante los años 1970 y 80; pero desde entonces, su popularidad ha decaído. El hecho de colgar objetos del espejo está prohibido por muchas legislaciones nacionales por entorpecer la visión del conductor del vehículo.
Sin embargo, hacia 1993 se publicó un estudio en el que se declaraba que no existe correlación alguna entre el uso de los dados y el grado de comportamiento agresivo de un conductor. Hoy se le considera un símbolo de las personas con bajo nivel educativo o mal gusto, tanto que en muchos casos ha pasado a ser un elemento cómico intencional.